# Nabila Espanioly
Nabila Espanioly est une psychologue, une assistante sociale, une féministe et une militante pour la paix palestino-israélienne. Elle est la fondatrice et la directrice du Centre Al-Tufula à Nazareth.

## Biographie
Nabila Espanioly grandit dans une famille communiste à Nazareth et s'engage dès son enfance dans la branche nazaréenne du Mouvement des femmes démocrates en Israël.
Elle est titulaire d'une licence en travail social de l'université de Haïfa et d'une maîtrise en psychologie de l'université Otto-Friedrich de Bamberg,.

## Carrière
Nabila Espanioly devient active dans le mouvement des femmes israéliennes pendant la première Intifada. En tant que membre du Centre féministe de Haïfa et féministe palestino-israélienne bien connue, elle est apparue régulièrement dans les programmes d'information nationaux israéliens. Elle a plaidé pour la formation de groupes de femmes palestiniennes au sein des grandes organisations féminines israéliennes, soutenant notamment le concept lors des conférences féministes israéliennes de 1994 et 1995, tout en soulignant que les femmes sont « unies par [leur] oppression. ».
Nabila Espanioly est la fondatrice et directrice du Centre Al-Tufula à Nazareth, qui soutient l'éducation de la petite enfance pour les familles palestiniennes. Elle a fondé le Centre à la fin des années 1980.